# ريتشارد ماكلاين
ريتشارد ماكلاين (بالإنجليزية: Richard McClain)‏ هو سياسي أمريكي، ولد في 31 ديسمبر 1941. حزبياً، نشط في الحزب الجمهوري. وقد انتخب عضو مجلس نواب إنديانا.